# Бовець (община)
Община Бовець (словен. Občina Bovec) — одна з общин республіки Словенія. Центром є місто Бовець.
У західній частині общини, у горах, розташована печера Вртоглавіца.

## Населення
За результатом перепису 2001 року словенську мову назвали рідною 92,2 % жителів. 55,4 % жителів є римо-католиками.